# Alpes de la Tchouïa
Pour les articles homonymes, voir Tchouïa (homonymie).
Les Alpes de la Tchouïa (en russe : Чуйские белки) forment un système montagneux de l'Altaï qui est composé de deux chaînons : la Tchouïa du Nord (la plus élevée qui culmine à 4 173 m avec le Maacheï-Bach) et la Tchouïa du Sud, réunies transversalement. Leur altitude moyenne est comprise entre 3 000 et 4 000 mètres. Elles sont situées à l'intérieur des limites de la république de l'Altaï et délimitées à l'est par la steppe de la Tchouïa, qui comme son nom l'indique est traversée par la Tchouïa.
Les Alpes de la Tchouïa sont fameuses pour leurs dix plus grands glaciers prisés des alpinistes, surtout dans la Tchouïa du Nord, avec des itinéraires notés selon différentes catégories de difficulté. La Tchouïa du Sud était interdite d'accès sous l'époque soviétique.

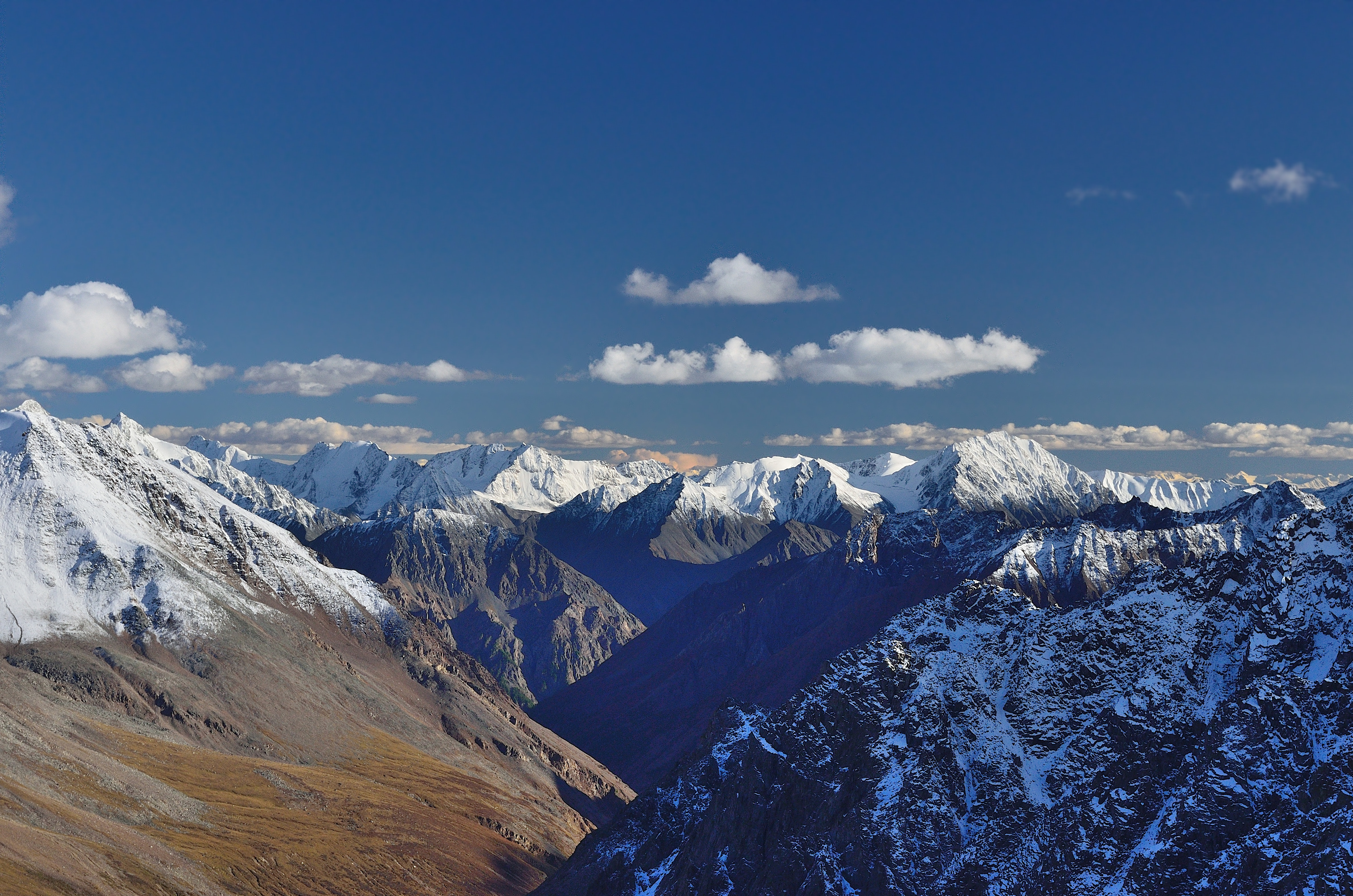
Tchouïa du Nord.

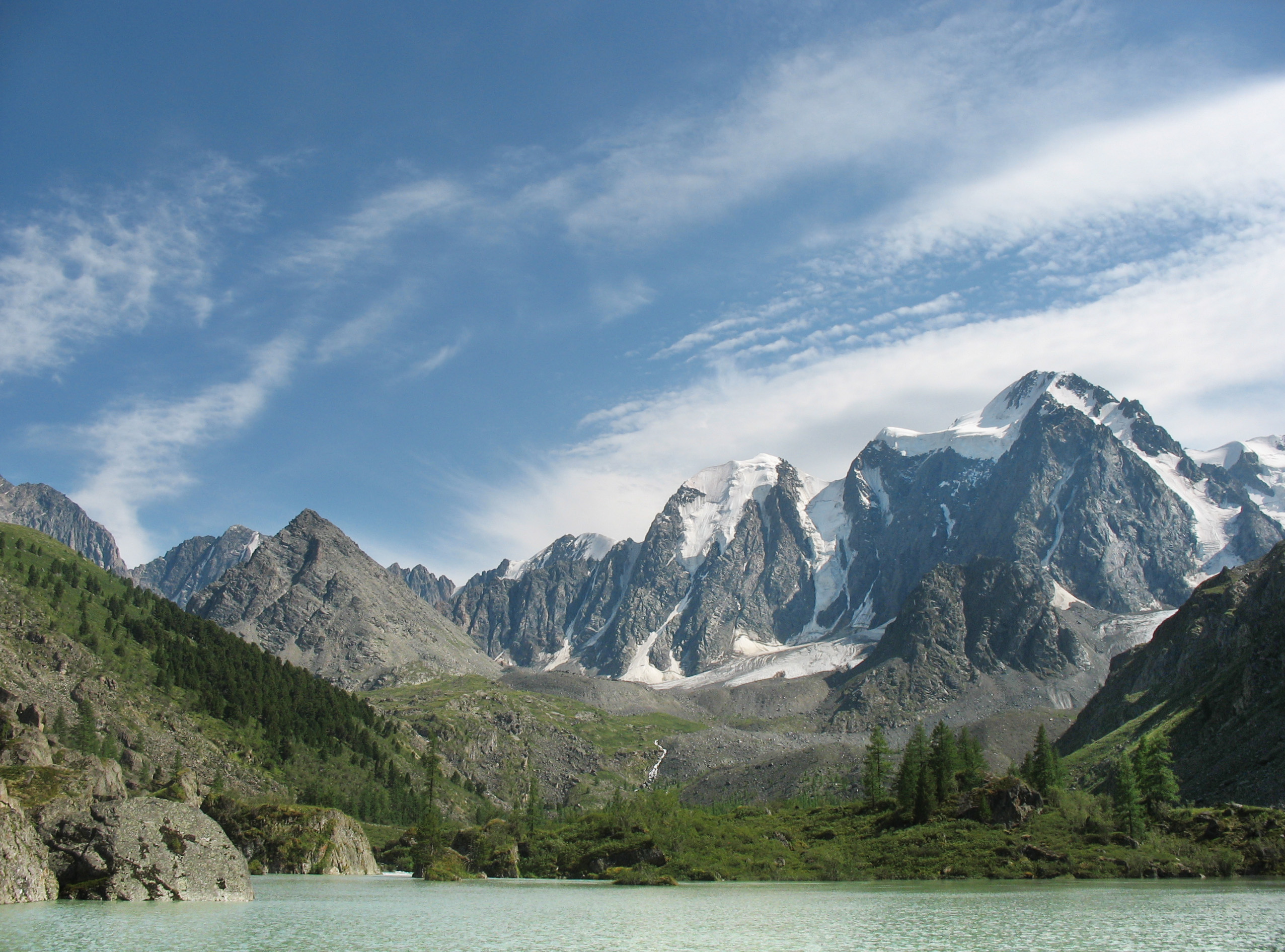
Vue du lac supérieur de la Chavla dans la Tchouïa du Nord